# Little Criminals
Albums de Randy Newman
Good Old Boys
(1974) Born Again
(1979)
Little Criminals (1977) est le cinquième album studio de l'auteur-compositeur-interprète américain de rock Randy Newman.
Randy Newman a bénéficié de l'aide de plusieurs musiciens de renom tels que Ry Cooder, Jim Keltner, Glenn Frey, Don Henley et Joe Walsh, les trois derniers nommés étaient membres du groupe The Eagles.
L'album a été un succès commercial, devenant 9e au classement du Billboard 200.
La chanson Short People a été aussi un succès commercial, atteignant le 2e rang au Billboard. Beaucoup n'avaient pas compris que la moquerie sur les personnes de petite taille était à prendre au second degré, comme d'habitude avec Randy Newman. Dans ce contexte, short people représentait les gens à courte vue. L'accompagnement au chant est fourni par Glen Frey, J.D. Souther et Tim Schmidt.

## Titres de l’album
Toutes les chansons sont écrites et composées par Randy Newman.
| 1. | Short People                            | 2:57 |
| 2. | You Can't Fool the Fat Man              | 2:46 |
| 3. | Little Criminals                        | 3:06 |
| 4. | Texas Girl at the Funeral of Her Father | 2:43 |
| 5. | Jolly Coppers on Parade                 | 3:49 |
| 6. | In Germany Before the War               | 3:42 |

| 7.  | Sigmund Freud's Impersonation of Albert Einstein in American | 2:53 |
| 8.  | Baltimore                                                    | 4:05 |
| 9.  | I'll Be Home                                                 | 2:48 |
| 10. | Rider in the Rain                                            | 3:54 |
| 11. | Kathleen (Catholicism Made Easier)                           | 3:37 |
| 12. | Old Man on the Farm                                          | 2:13 |

## Musiciens
- Randy Newman - synthétiseur, piano, claviers, chant
- Michael Boddicker - synthétiseur
- Ry Cooder - guitare, mandoline
- Glenn Frey - guitare, chant
- Ralph Grierson - piano
- Don Henley - chant
- Milt Holland - percussion, conga
- Jim Keltner - batterie, tambourin
- Rick Marotta - batterie
- Andy Newmark - batterie
- Timothy B. Schmit - chant
- J.D. Souther - chant
- Klaus Voorman - guitare basse
- Richard Wachtel - guitare
- Waddy Wachtel - guitare
- Joe Walsh - guitare
- Willie Weeks - guitare basse